# Convento dei Cappuccini (Mazzarino)
Il convento dei Cappuccini, con l'annessa chiesa, è un complesso religioso situato a Mazzarino, in provincia di Caltanissetta.

## Storia

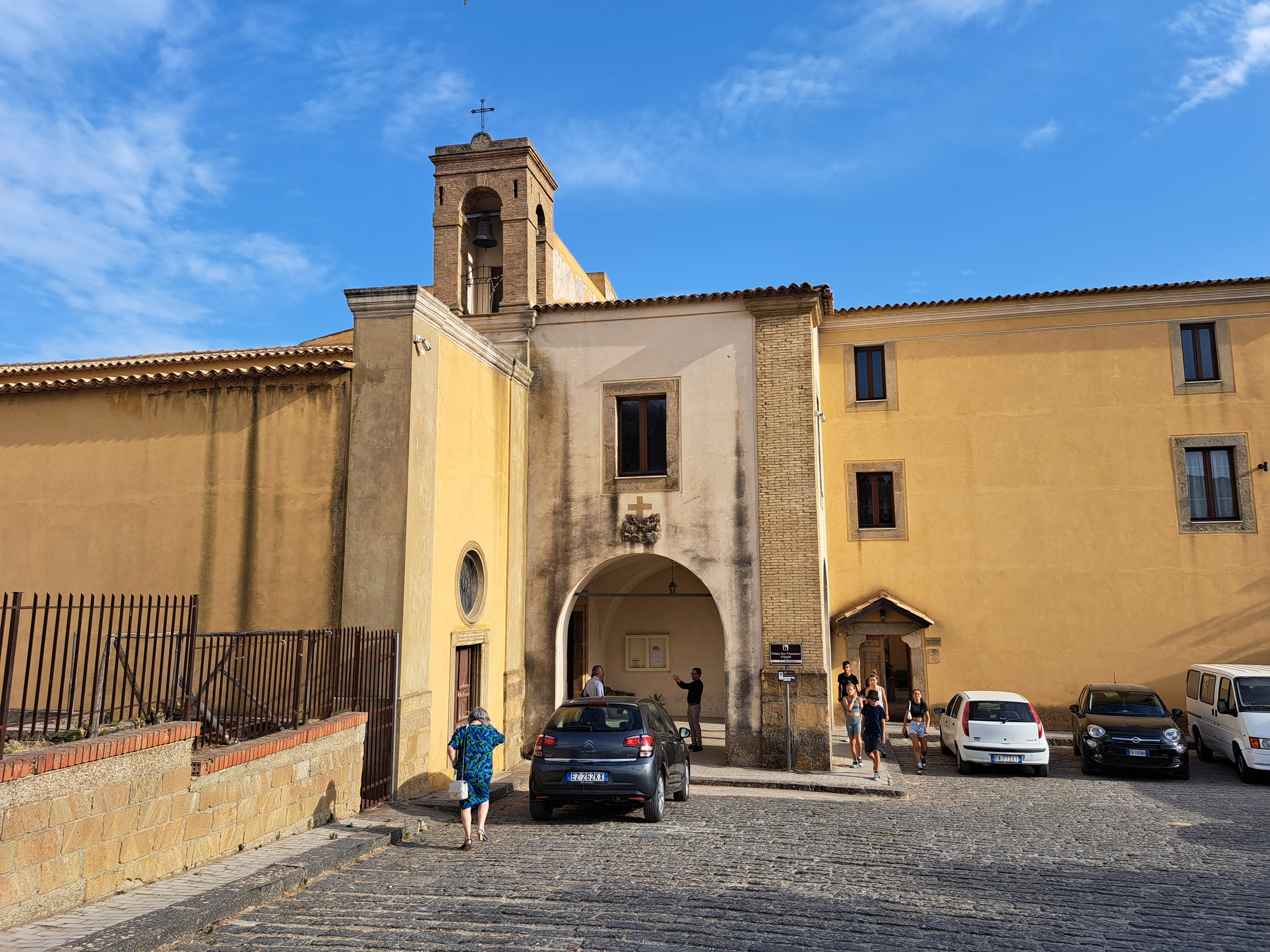
Convento dei Cappuccini

I cappuccini giunsero a Mazzarino nel 1574, quando, grazie alla munificenza del barone Pietro Rivarola, venne costruito il primo nucleo conventuale, adiacente alla preesistente chiesa di Santa Maria delle Grazie (XII sec.), successivamente dedicata a san Francesco d'Assisi. La struttura venne ampliata nel 1633, ma in seguito al sisma del 1693, furono necessari ulteriori lavori di consolidamento e ricostruzione.
Con la soppressione degli ordini religiosi, del 1866, i frati dovettero lasciare il convento, che riacquistarono nel 1879.
Tra i religiosi che qui vissero, va menzionato il Servo di Dio padre Ludovico Napoli (1708 - 1764), venerato per le sue doti taumaturgiche, le cui spoglie mortali riposano nella chiesa conventuale.
Negli anni '50 il convento venne notevolmente ampliato, per rendere la struttura idonea ad accogliere il seminario minore.
Nel 1988 la chiesa è stata eretta parrocchia sotto il titolo di san Francesco d’Assisi.'

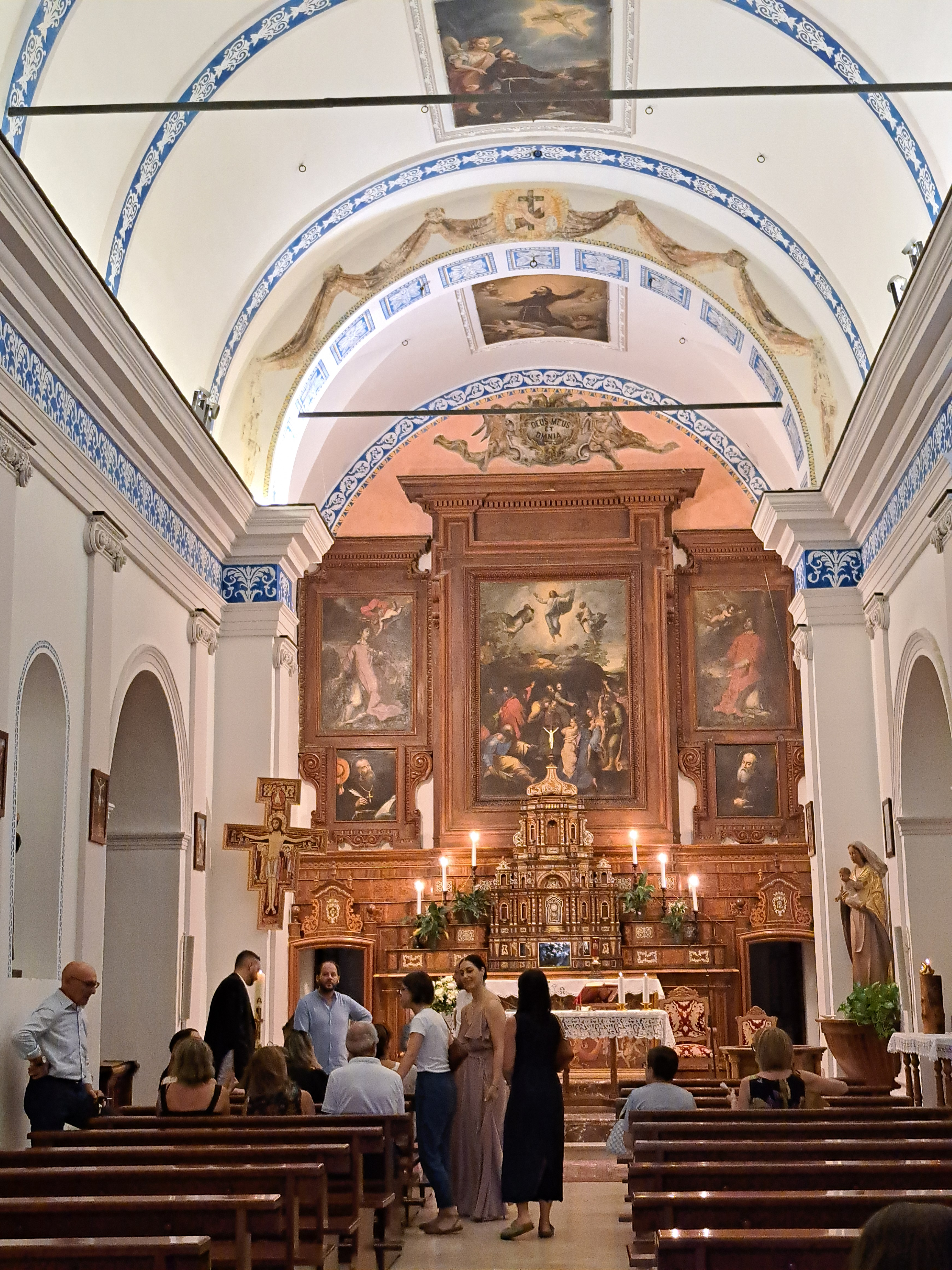
Chiesa dei Cappuccini - San Francesco d'Assisi

## Descrizione

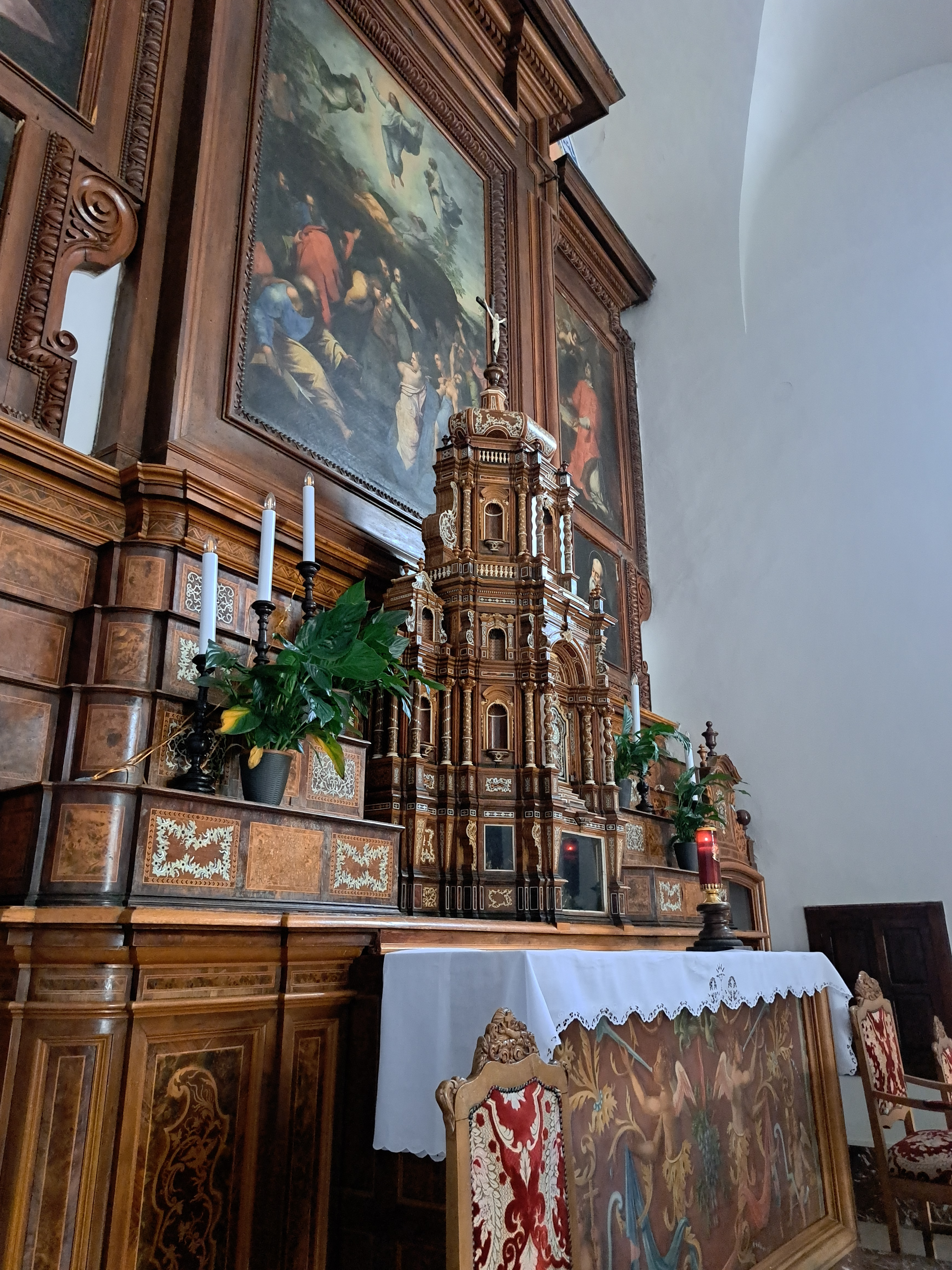
Custodia lignea della chiesa dei Cappuccini, realizzata dal Fra Angelo Gagliano da Mazzarino (XVIII sec.)

L'antica struttura conventuale si articola attorno ad un ampio chiostro quadrangolare, lastricato con basole in pietra, e con al centro il tradizionale pozzo. A differenza di altri complessi cappuccini, l'edificio è sprovvisto di  portico e possiede quattro corridoi e un terrazzo prospiciente il convento.
La successiva struttura, costruita negli anni '50, si innesta armonicamente con la preesistente, e con essa dona al complesso un secondo chiostro.
La chiesa, nel corso dei secoli, in più occasioni rimaneggiata, ha perso ogni connotazione medievale, acquisendo lo  stile tipicamente francescano. Essa possiede un'unica navata e due cappelle laterali, e custodisce numerose opere d'arte di notevole pregio.

## Opere
La parete dell'altare maggiore, costituisce senza dubbio l'opera, o il complesso di opere, di maggior rilievo. In essa risplende il polittico, che si compone di cinque quadri: al centro la grande tela raffigurante la Trasfigurazione di Gesù, attribuita a Giulio Romano (1540), allievo di Raffaello; ai lati si trovano due dipinti di medie dimensioni, che ritraggono Santo Stefano e San Lorenzo, opera di Filippo Paladini (XVII sec.); in appendice due tele di piccole dimensioni, raffiguranti San Bonaventura da Bagnoregio, a sinistra e San Lorenzo da Brindisi a destra, entrambe realizzate nel 1903 da Domenico Provenzani.
Le tele sono incastonate in una pregevole cornice lignea, che insieme alla custodia, ai gradini, ai candelabri e alle due porte di accesso alla sacrestia, sono opera del cappuccino ebanista fra Angelo Gagliano da Mazzarino (XVIII sec.). Il frate vi impiegò 18 anni di lavoro; tra il 1775 e il 1793, infatti, lavorò esclusivamente per la realizzazione di quella che certamente può essere definita una delle custodie lignee più belle d'Italia. In essa si fondono armonicamente una grande varietà di legni, tra cui il ciliegio, il cipresso, il pero, insieme ad intarsi in madreperla, avorio e tartaruga.
Tra le altre opere d'arte degne di nota, ricordiamo:  un San Felice da Cantalice che riceve il Bambino dalla Vergine, attribuito al cappuccino fra Felice da Sambuca.
Una Flagellazione e un San Francesco che presenta le anime del purgatorio alla Madonna, opere di autore ignoto, poste nella cappella delle Anime del Purgatorio; il casserizio ligneo della sacrestia e gli affreschi dell'Ultima cena e dell'Annunciazione, del refettorio.
Il convento, infine, possiede una ricca biblioteca, con un patrimonio librario di circa 16000 volumi.

## Galleria d'immagini

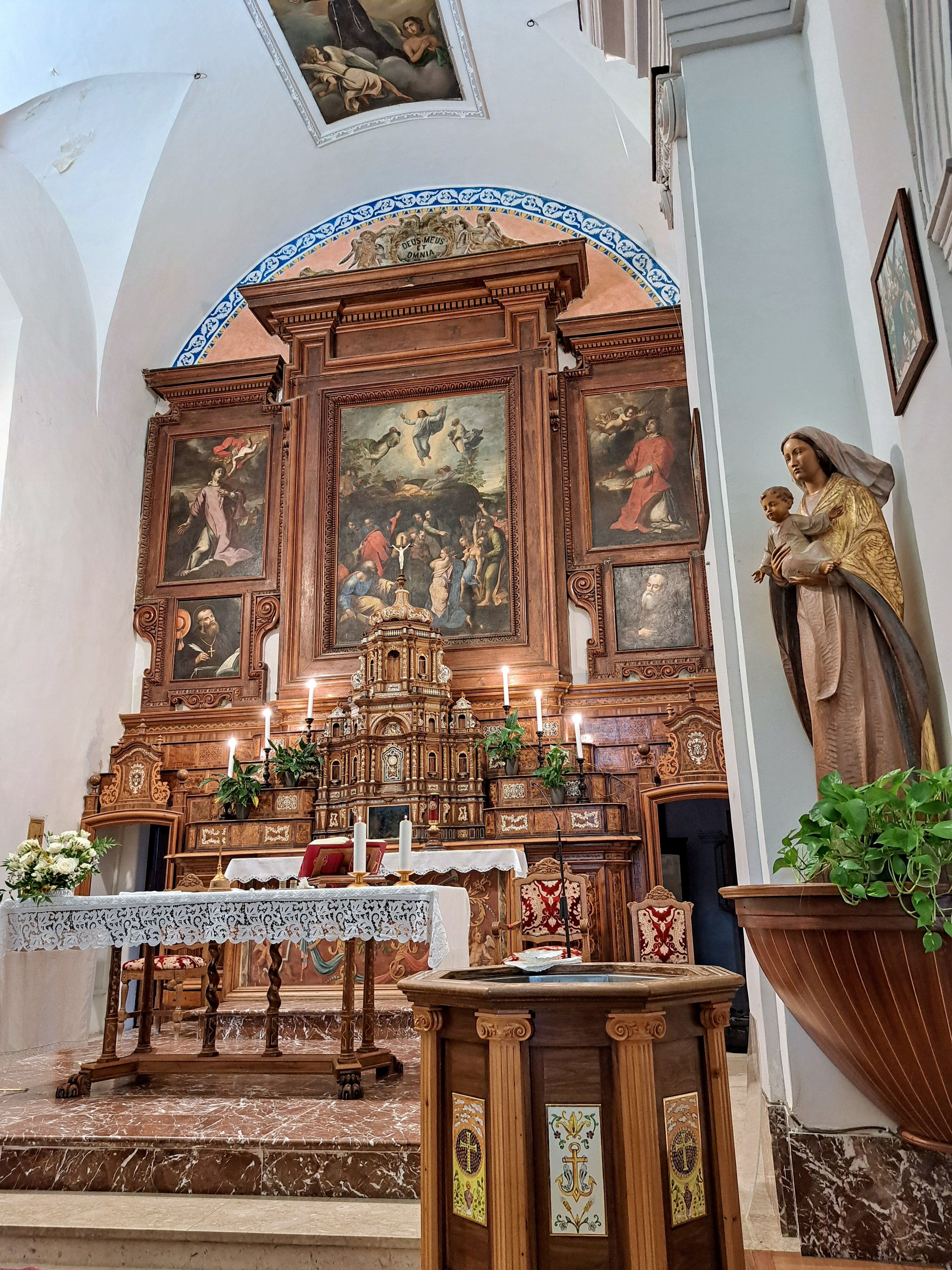
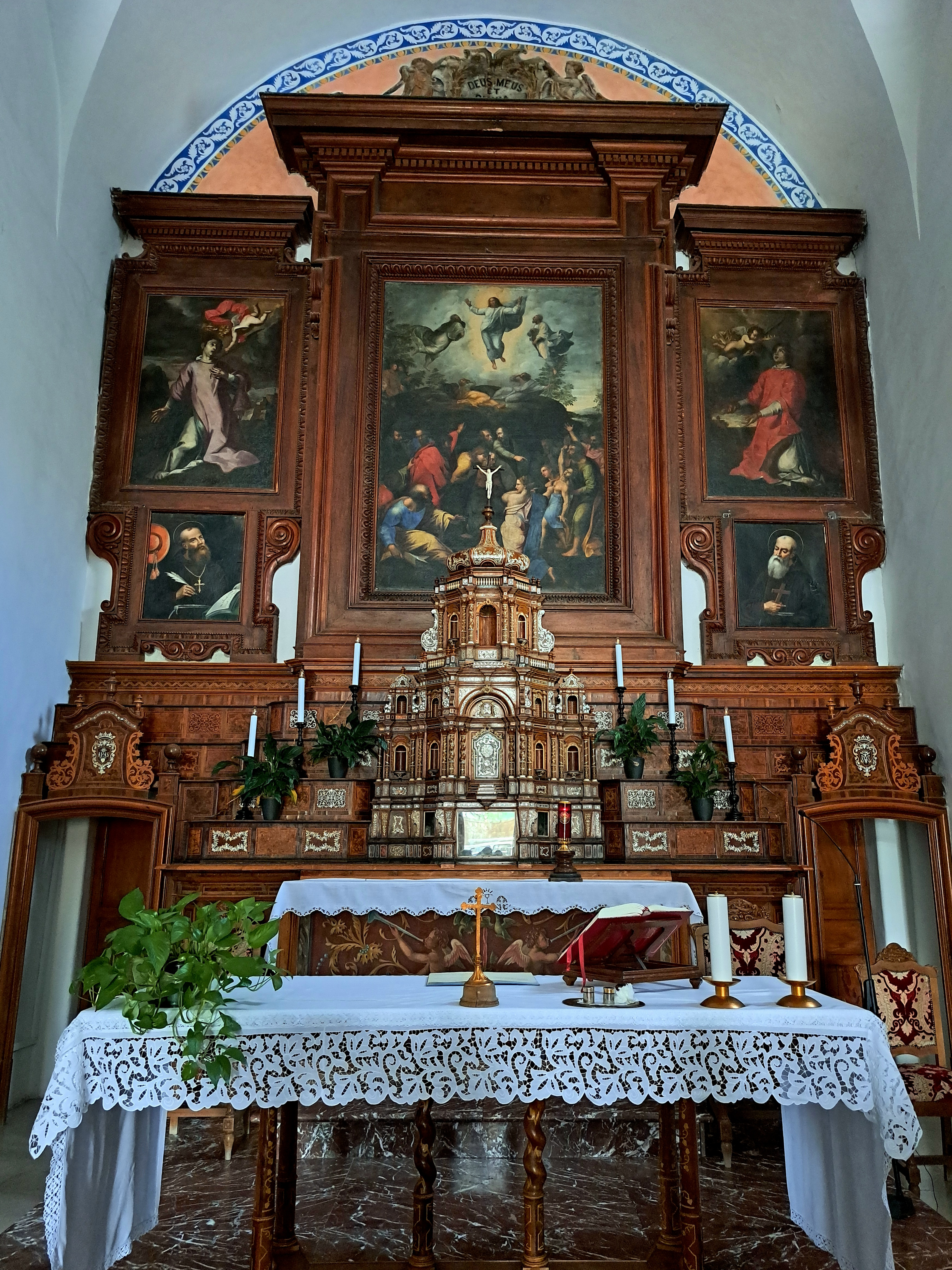
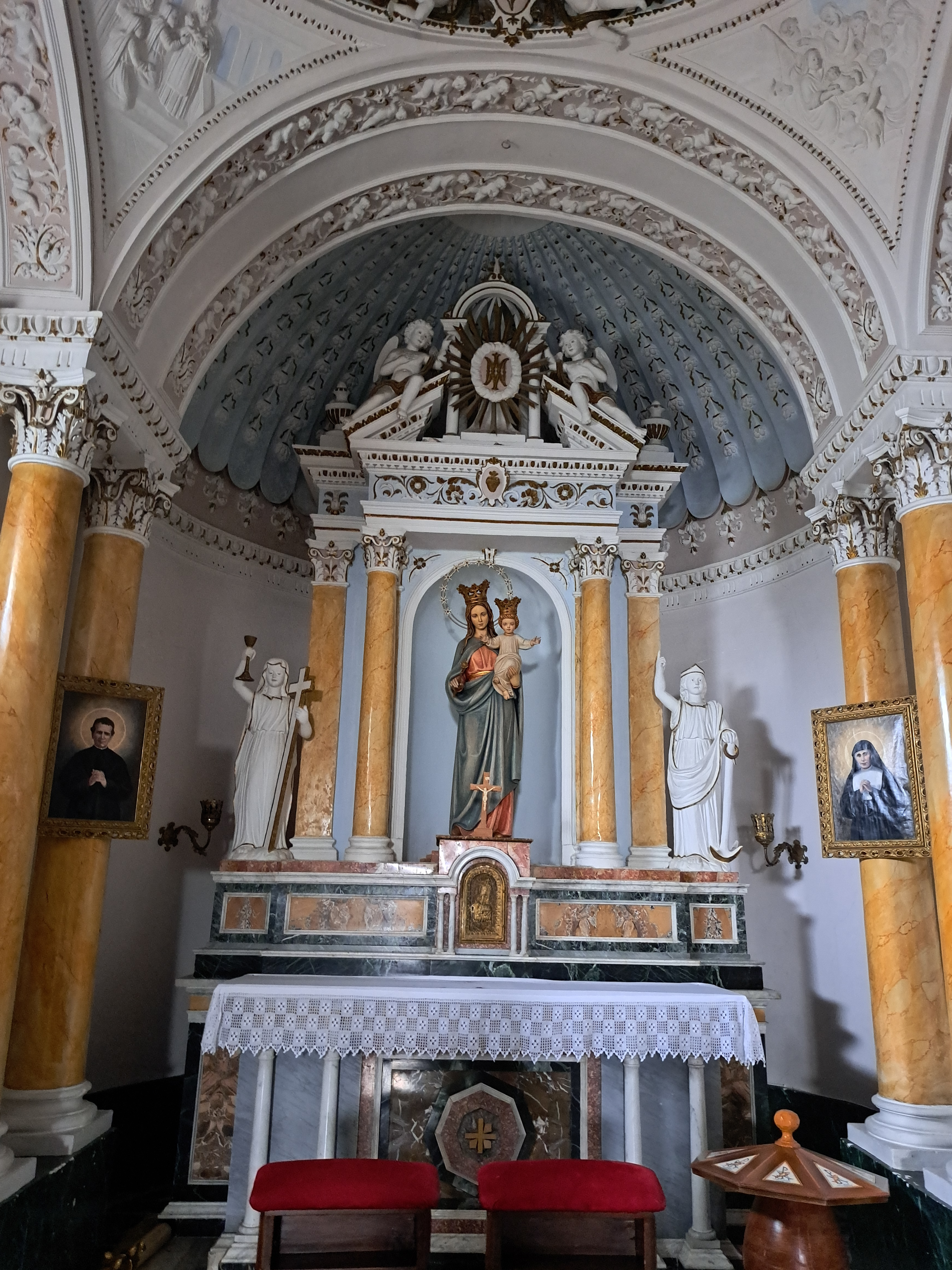
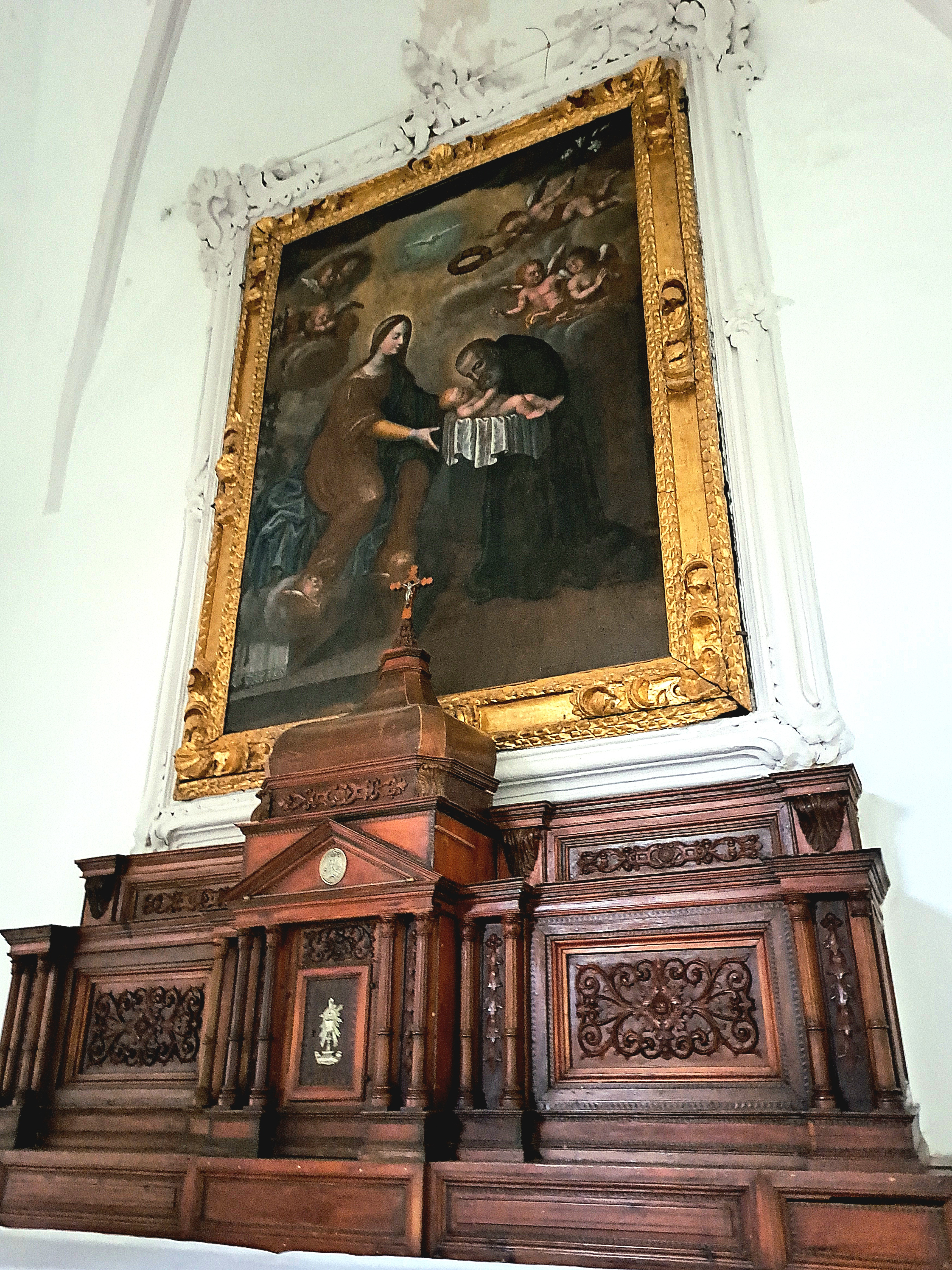
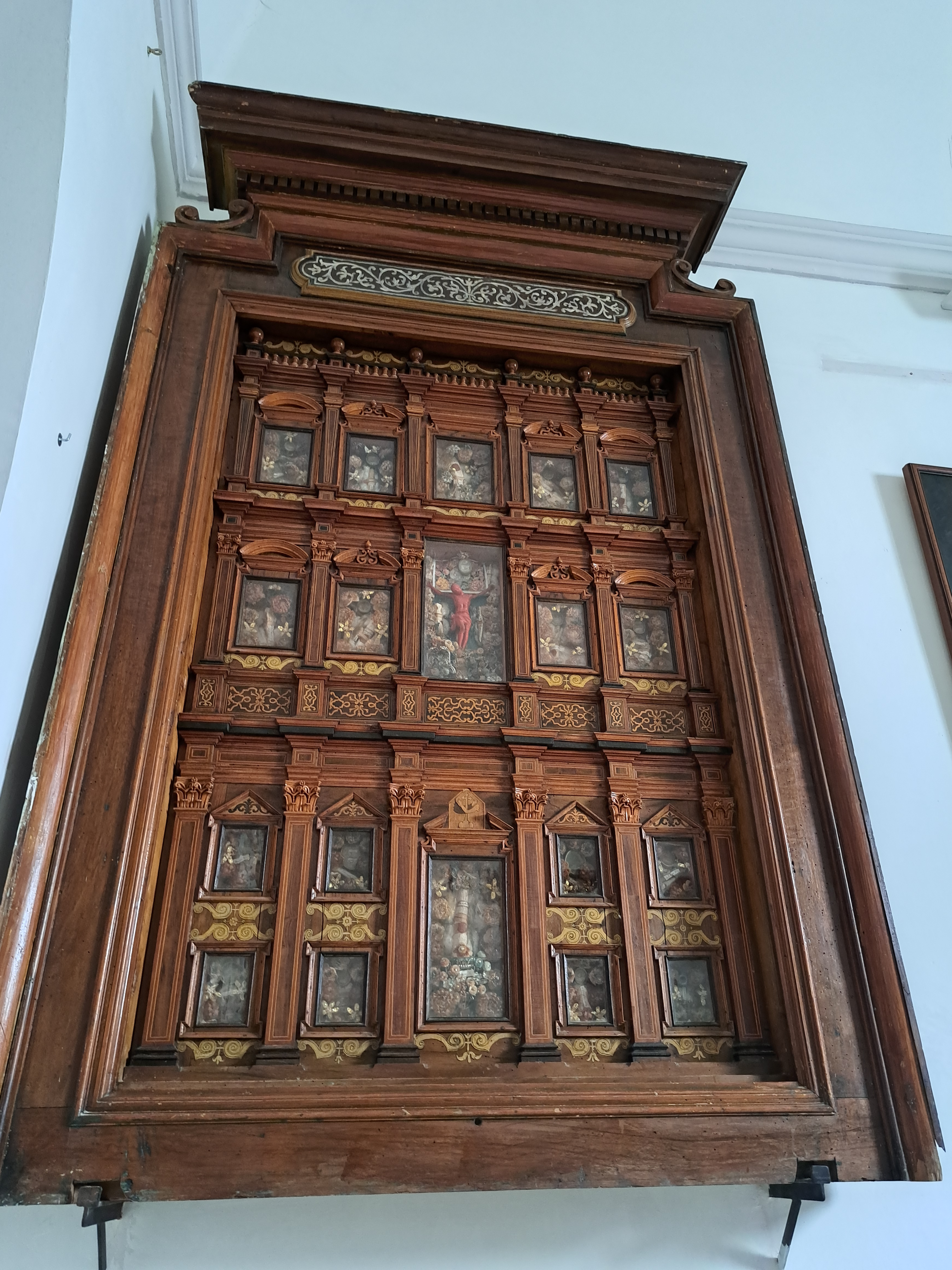
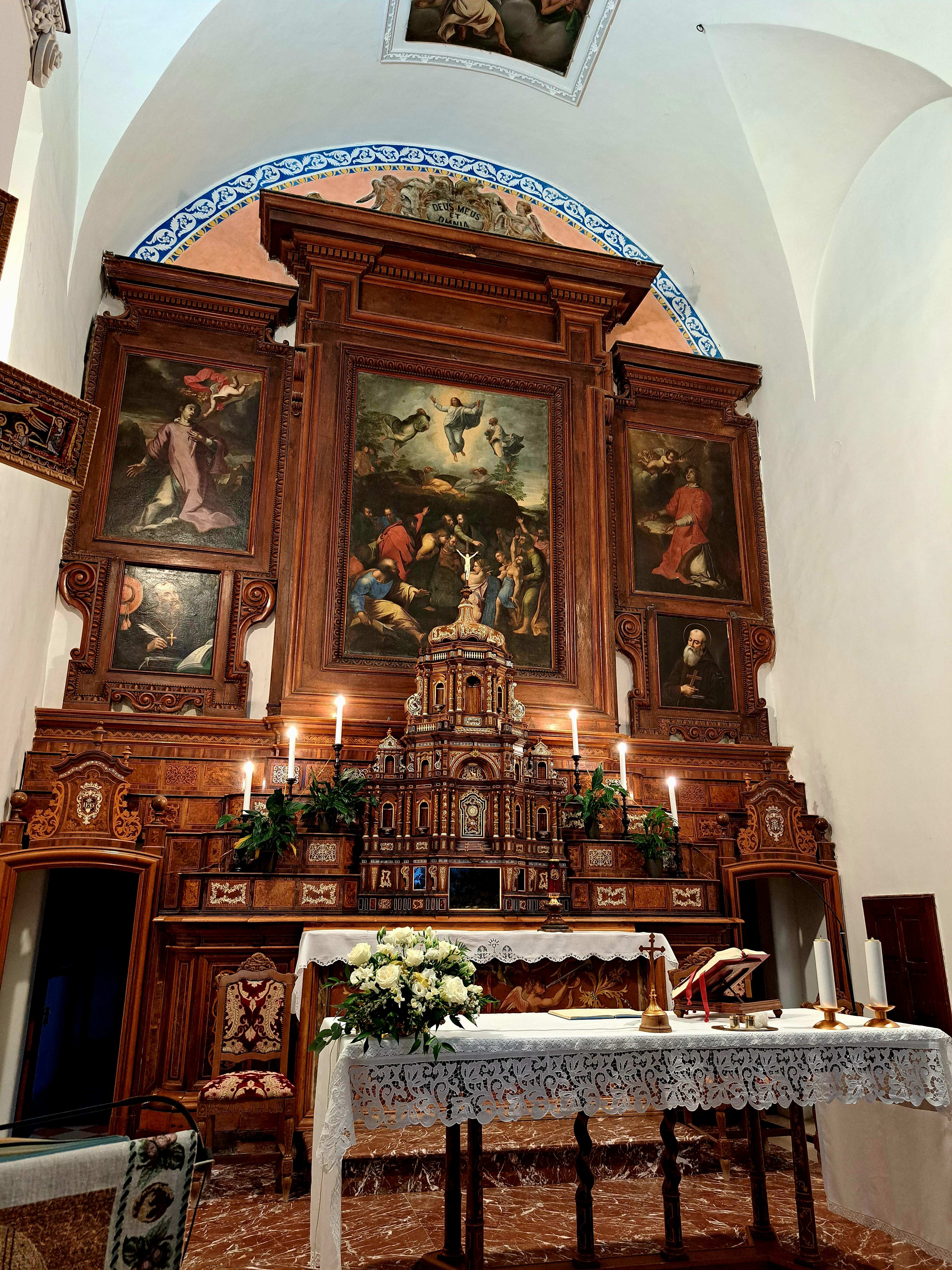
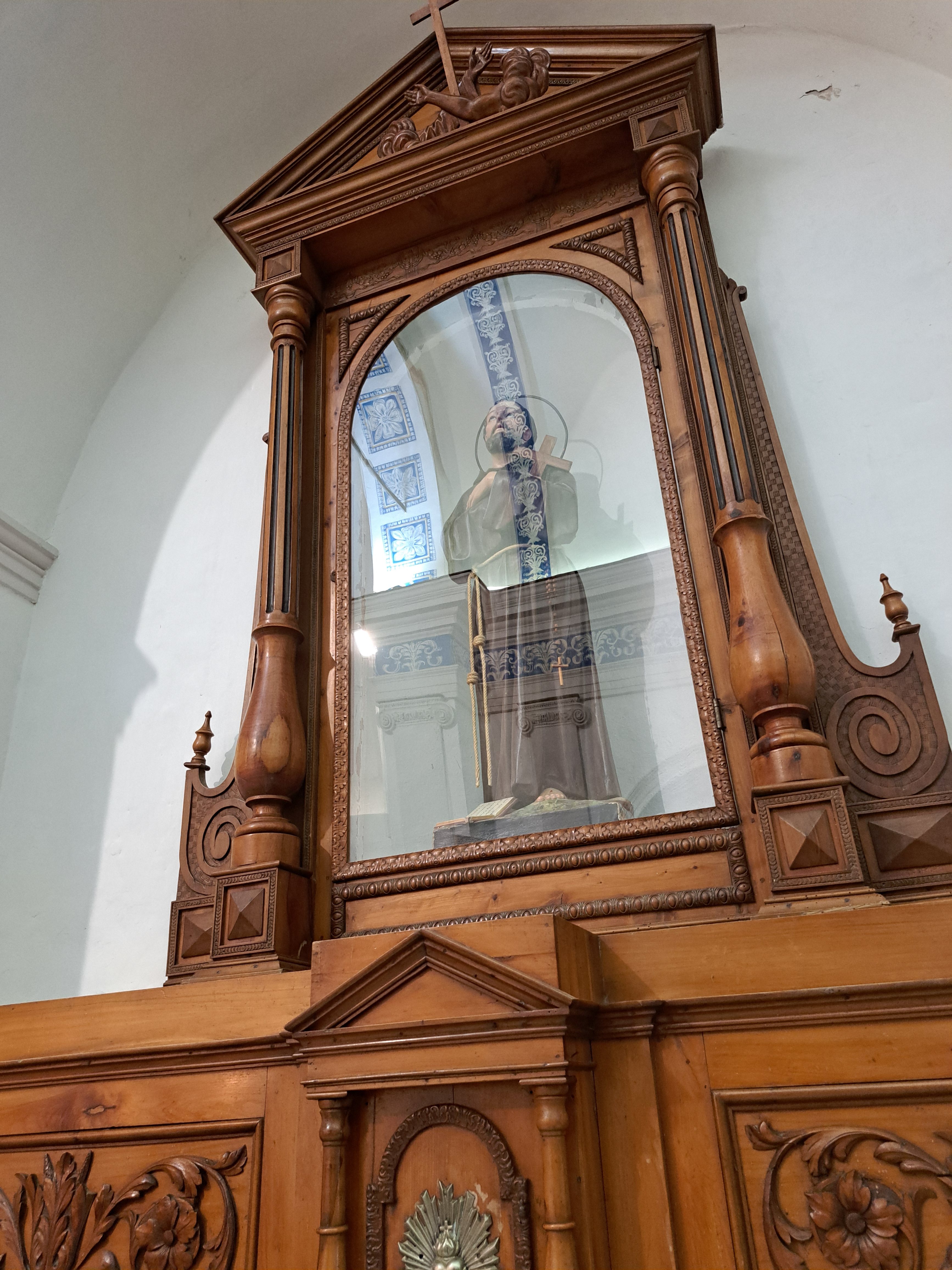
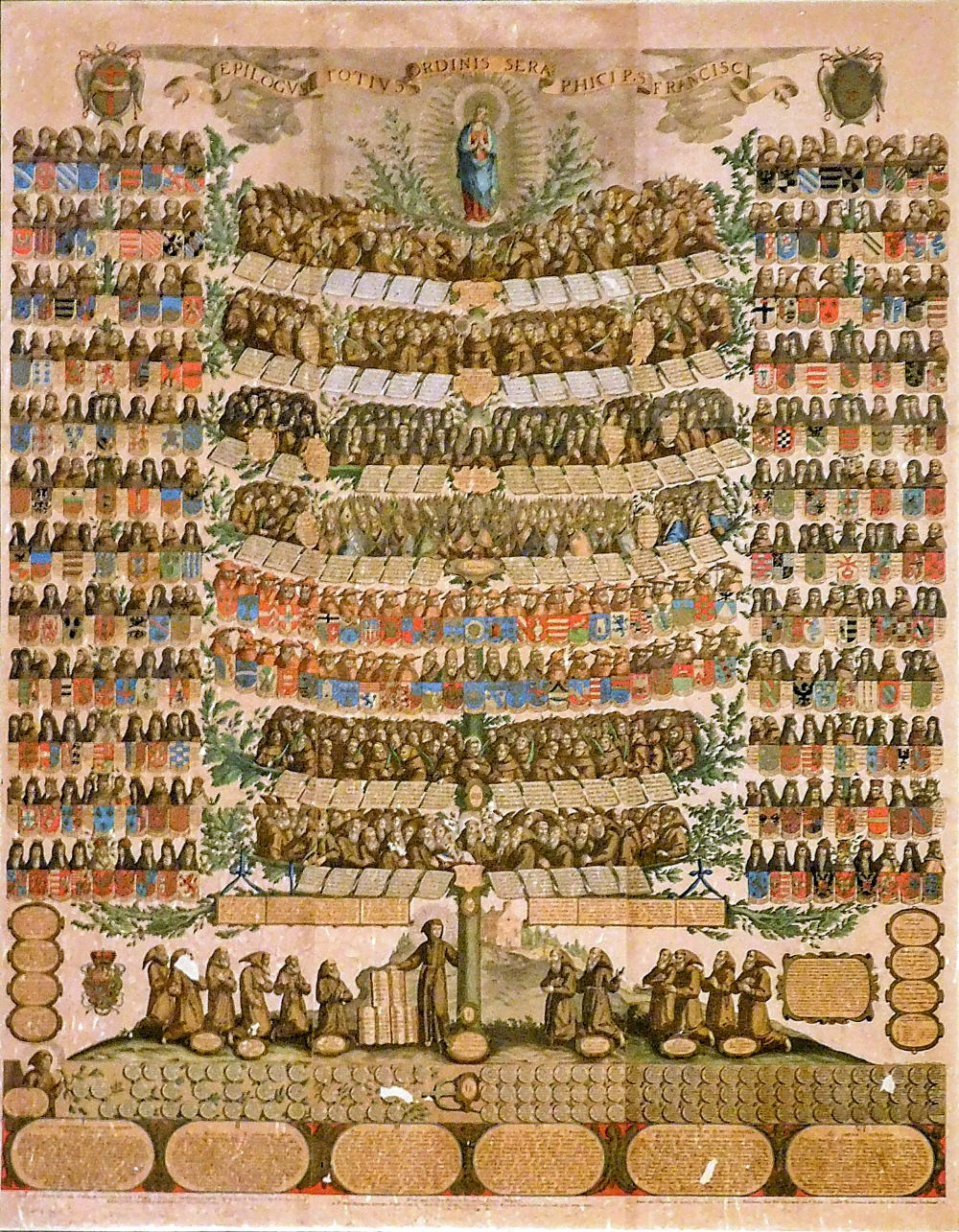
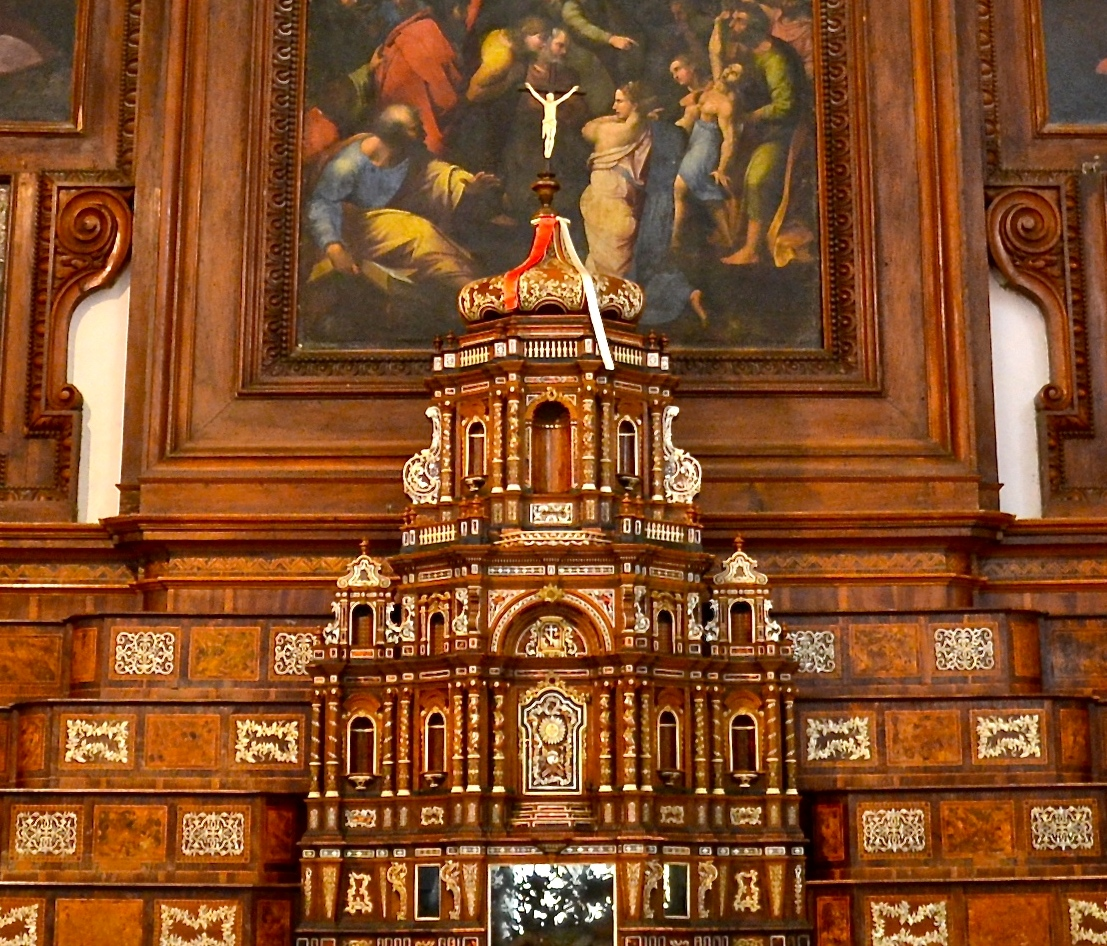
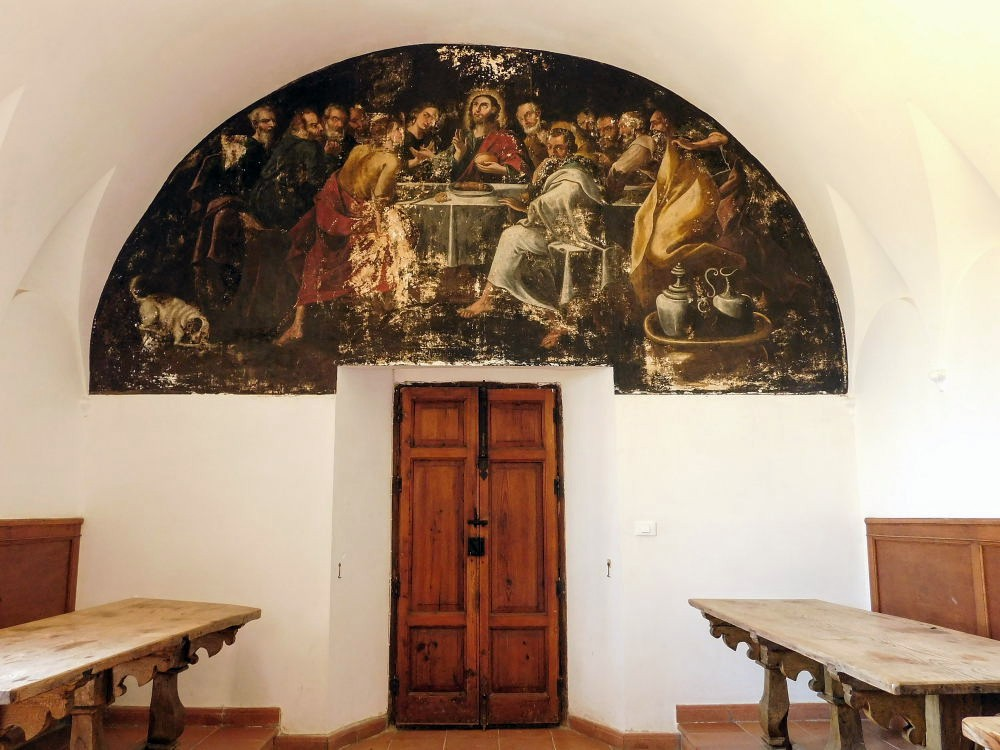
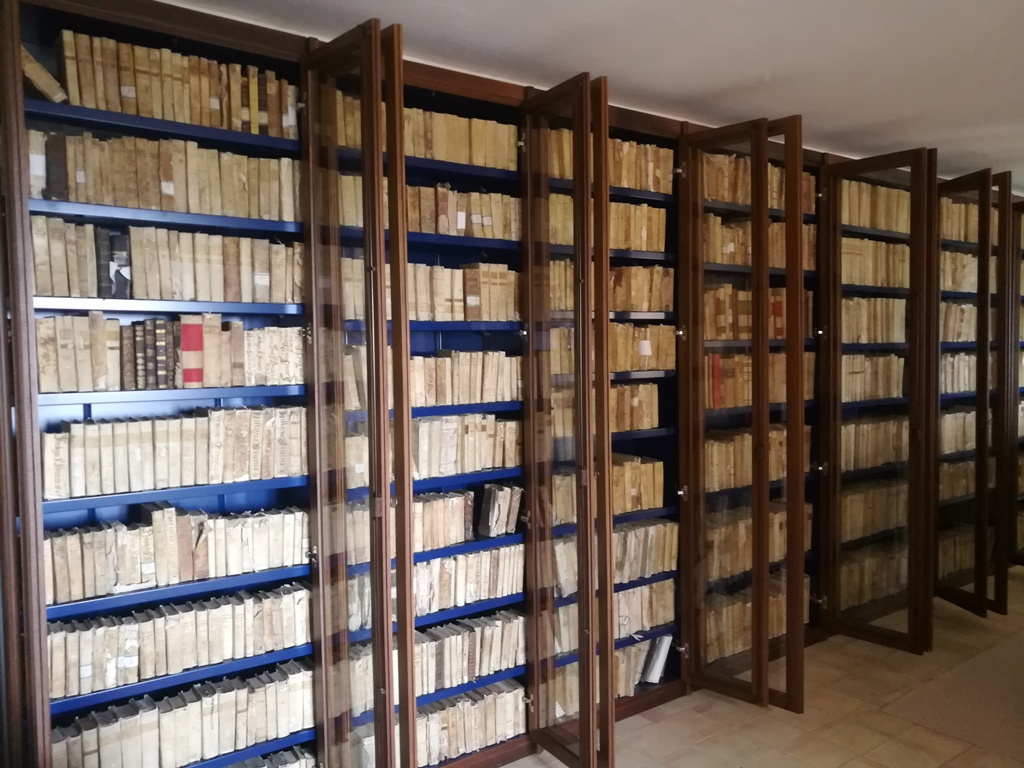